# Теодор Павийский
Теодор (умер около 769 или 778) — святой епископ Павии. День памяти — 20 мая.
Святой Теодор был двадцать первым епископом Павии. Член павийского духовенства, он стал здесь епископом в 740 или 743 году. Его епископское служение пришлось на время войны между франками и лангобардами: он видел осаду Павии в 773 году.
Святой Теодор во время войны был сослан. Он вернулся на своё место после победы короля франков Карла Великого.
Святой Теодор умер, по разным данным, около 769 или 778 года. Его останки были помещены в церковь Сан-Джованни-ин-Борго, а затем перенесены в базилику Сант-Аньес, позже названную в его честь.